# Route nationale 626 (Italie)
Pour les articles homonymes, voir Route nationale 626 (homonymie).
La route nationale 626 della Valle del Salso (SS 626), également connue à tort sous le nom de voie express Caltanissetta-Gela, est une route de communication majeure (SGC) qui relie Caltanissetta et Gela, qui traverse quasi exclusivement le territoire de Caltanissetta.
L'achèvement de l'infrastructure est prévu avec la construction de 15 autres kilomètres de route, qui constituera la soi-disant rocade de Gela.

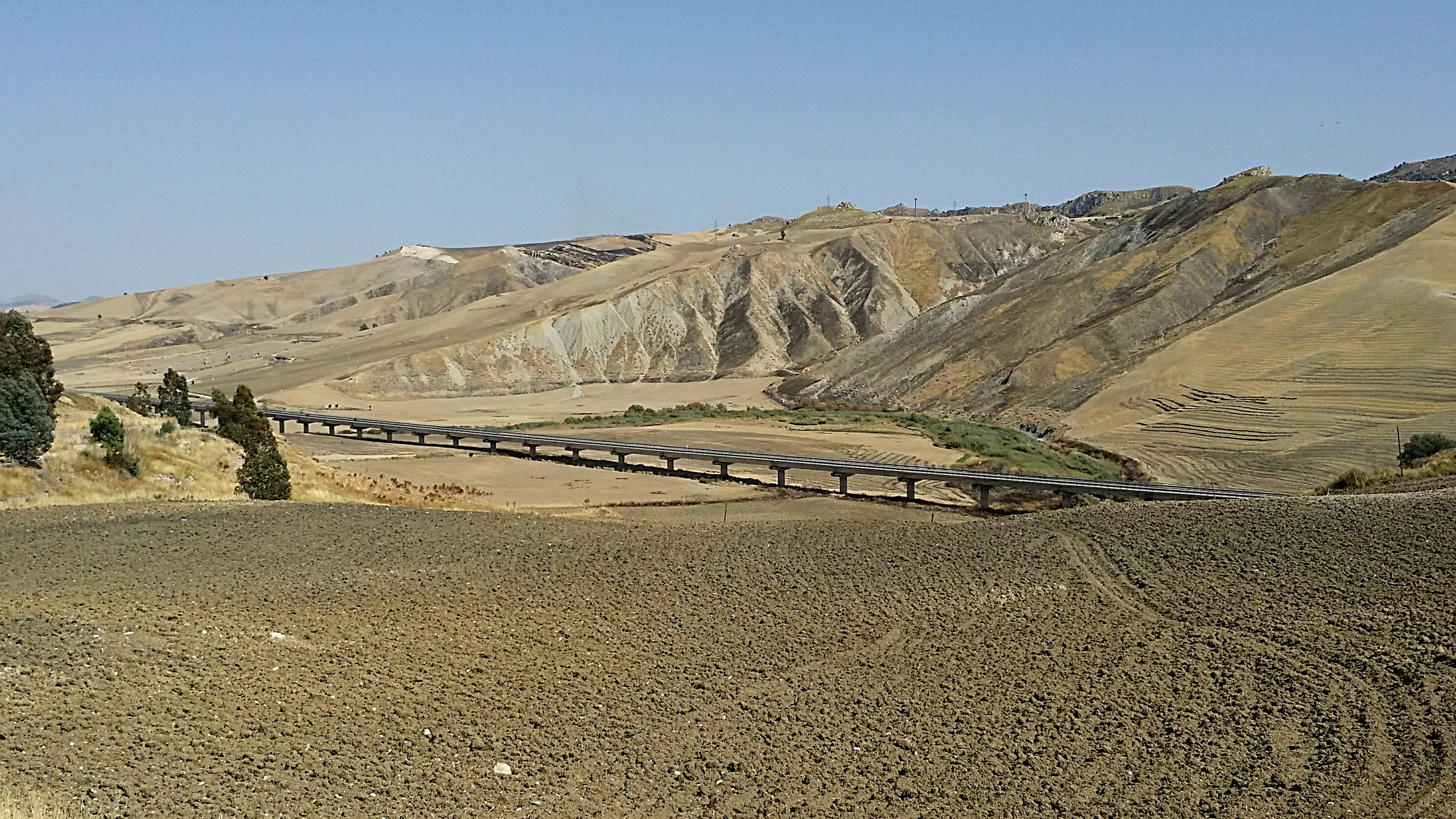
Le viaduc de Besaro, à la frontière entre les provinces d'Enna et de Caltanissetta.

## Parcours
| della Valle del Salso |                                          |      |          |
| Type                  | Indication                               | ↓km↓ | Province |
|                       | Échangeur d'Imera Strada degli Scrittori | 0,0  | CL       |
|                       | Agrigentina di Marcatobianco             | 6,1  | EN       |
|                       | Raccordo di Pietraperzia                 | 12,1 | CL       |
|                       | Licata-Braemi (en construction)          |      | EN       |
|                       | Ponte Braemi-Bivio Le Schette            | 31,6 | CL       |
|                       | Échangeur de Judeca delle Solfare        | 39,6 | CL       |
|                       | pour Butera                              | 45,7 | CL       |
|                       | C. da Carruba                            | 55,7 | CL       |
|                       | Zone industrielle                        | 58,0 | CL       |
|                       | Sud Occidentale Sicula                   | 58,7 | CL       |
|                       | Rocade de Gela (en projet)               |      | CL       |

## Travaux et projets
Pour compléter l'infrastructure dans les prochaines années, la construction de 15 kilomètres supplémentaires est prévue, qui formeront la rocade de Gela. L'ouvrage, objet d'un financement public de 316 millions d'euros, permettra la liaison avec la route nationale 117 bis, l'axe de desserte de la zone industrielle de Gela et la future autoroute A18 pour Syracuse.